# 春にして君を想う (小沢健二の曲)
「春にして君を想う」（はるにしてきみをおもう、英語: Childish Tango）は、小沢健二の楽曲。1998年1月28日に東芝EMIから18枚目のシングルとして発売。

## 解説
1997年8月24日に長野県の富士見高原スキー場で行われたライヴ「PARTY PARTY'97 」において、新曲として披露された。
シークレット・トラックとして「ある光」が収録されている。この作品以降、小沢は2017年の『流動体について』まで、約20年間CDシングルを発売しなかった。
アルバムに収録されることはなかったが、2023年に川上未映子による短編集「愛の夢とか」より「アイスクリーム熱」を原案に千原徹也が監督した映画「アイスクリームフィーバー」のエンディングテーマに採用されたことからその際にリマスターされた音源が同年6月20日に「春にして君を想う (2023 Remaster)」として配信限定でリリースされ、同年7月14日には完全限定生産で小沢自らがデザインした7inchアナログ盤も制作され、ユニバーサルミュージックの公式通販サイトにて抽選販売が行われた。アナログ盤は透明ピンクのレコードの片面にドット絵の読書する猫、アイス食う鮫、マッチョ犬がレーザーで彫られ、ジャケットはシルクスクリーンで印刷された。

## 収録曲
1. 春にして君を想う
  - （作詞・作曲:KO[注釈 2]編曲:渋谷毅）
2. 春にして君を想う (instrumental)
  - パッケージ上には記載されていないが、2の演奏終了後、数秒間の無音部を挟み、前作「ある光」（“JFK 8'16" Full Length”のバージョン）が収録されている。

## 参加ミュージシャン・スタッフ
参加ミュージシャン
- written&produced by KO
- arranged by Takeshi Shibuya
- Shibuya Takeshi Orchestra
  - Koichi Matsukaze (flute)
  - Kohsuke Mine (tenor sax)
  - Kenta Tsugami (soprano sax)
  - Eiichi Hayashi (alto sax)
  - Taisei Aoki (trombone)
  - Akihiro Ishiwatari (guitar)
  - Tamio Kawabata (bass)
  - Ryojiro Furusawa (drums)
  - Takeshi Shibuya (piano)

スタッフ
- a&r producer ・ Makoto ELF Ito
- a&r director ・ Hiromitsu Takada
- photography ・ HRMX 101 (PhotoDroid)
- art direction&design ・ AKM9000
- recorded by Hiroyuki Hamano
- mixed by HH&KO
- mastered by Tom Coyne at Sterling Sound
- dedication ・ my parents&STO

## テレビ出演
- 1998年1月1日 テレビ朝日『タモリの昨日は去年だったスペシャル』
- 1998年2月3日 TBS『うたばん』
- 1998年2月7日 NHK『POP JAM』